# 多摩動物公園
多摩動物公園（たまどうぶつこうえん）は、東京都日野市程久保7-1-1に位置する動物園。多摩動物園と呼ばれることも多く、恩賜上野動物園等と並び日本有数の動物園となっている。都市公園としての名称は、都立七生公園。

## 概要
1958年5月5日に開園。園内は日本最大の広さを誇る。当初は台東区にある上野動物園の分園という形であった。恩賜上野動物園に比して広大な（約4倍）敷地を生かし、動物たちが自由に動く様を見せることを目指している。当時最新の無柵放養式展示を導入した動物園の1つである。1964年に運行を開始した「ライオンバス」は世界初のサファリ形式による展示である。かつては、東京都が直営で運営していたが、指定管理者制度により公益財団法人東京動物園協会へ引き継がれた。2018年3月時点での職員数は112人。
多摩丘陵の上に作られたため起伏が多く、展示動物同士の間隔が比較的広いため園内ではシャトルバスが運行されている。シャトルバスは、ソデグロヅル舎前、インドサイ舎前、オランウータン舎前、動物慰霊碑前、アジアの平原、ソデグロヅル舎前を循環している。
2024年5月22日、日本国内で初めてゾウの牙を抜く「抜牙」の手術に成功した。

## 園内構成
生息地域ごとに生物を区分けする地理学展示を基調としている。

### アジア園
オランウータンのスカイウォーク
放飼場間を9本のタワーとワイヤーロープで結ぶ。全長約154mと世界最大級。
2005年、エンリッチメント大賞 飼育施設部門大賞を受賞。
フライングバードケージ
半円形の巨大ケージの中をオジロワシやイヌワシが自由に飛び回る。
アジアの山岳ゾーン
ユキヒョウ、レッサーパンダ、ゴールデンターキンを展示。
マレーバクの水辺
水中を泳ぐマレーバクをガラス越しに観察できる。
モグラの家
ガラスに入れた土や金網のトンネルでモグラの巣を再現。日本最小の哺乳類、トウキョウトガリネズミも展示。
アジアの沼地
コツメカワウソ、インドサイ、スイギュウ、水鳥の生息地を再現。
アジアの平原
オオカミ、モウコノウマを展示。

### アフリカ園
ライオンバス
サファリ形式によってライオンを見ることが出来る施設。初代園長・林寿郎の発案で1964年5月に開始し、サファリ形式での動物園における観覧手法は世界初の試みであった。なお、バスの運行は京王電鉄バスが行っている。
2016年4月から休止（発着場の耐震化工事のため） し、2021年7月3日から運行再開した。
サバンナ
広大な放飼場でキリン、ペリカンを混合展示している。
チンパンジーの森
チンパンジーの群れ展示、高さ15mのタワーやUFOキャッチャー、人工アリ塚、自動販売機などチンパンジーの運動能力と認知能力を観ることが出来る。

### オーストラリア園
コアラ館
コアラを中心にフクロギツネ、フサオネズミカンガルー、フクロモモンガなどの有袋類を展示。
▼アジア園・アフリカ園・オーストラリア園 Gallery

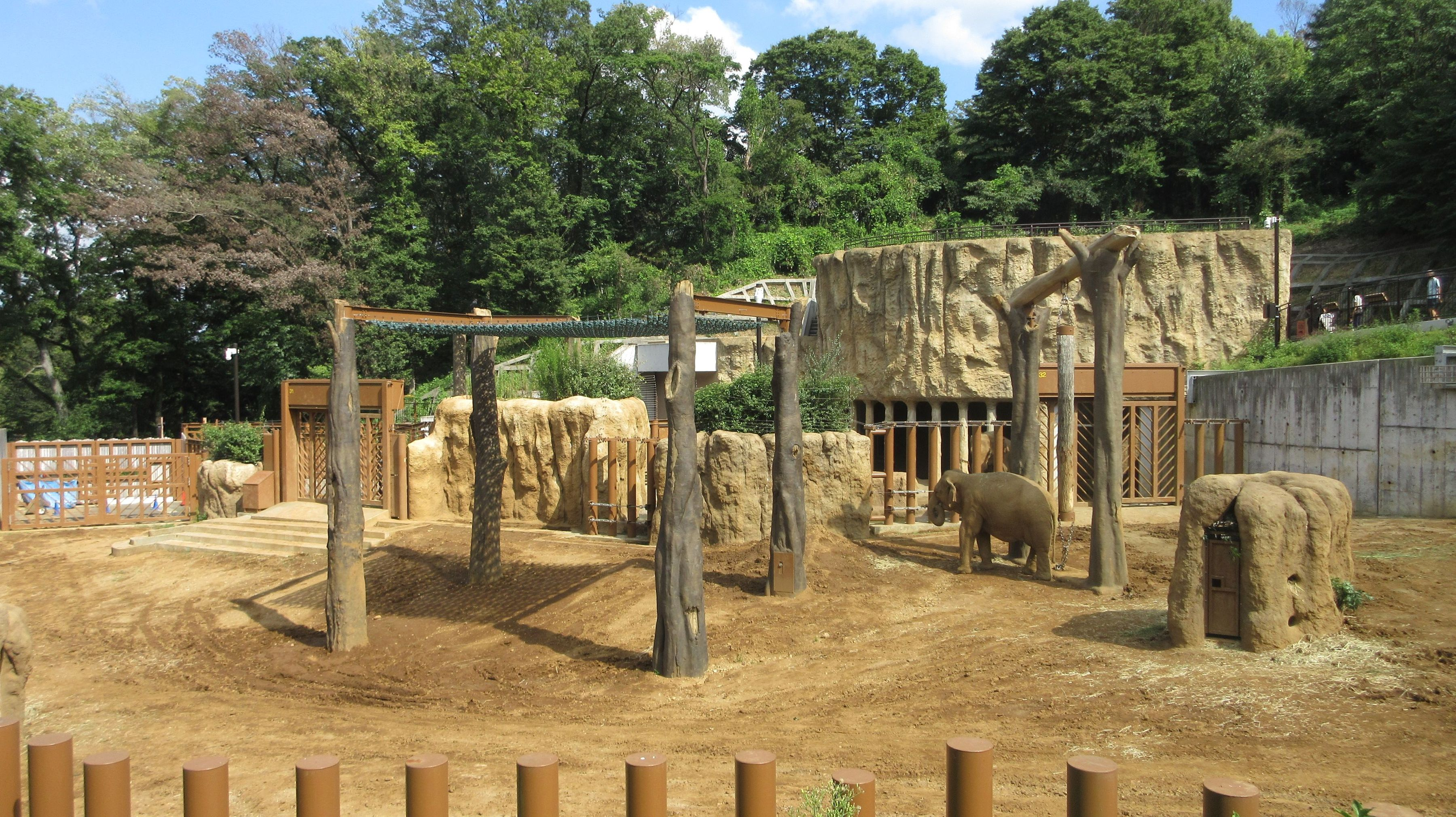
アジアゾウの展示エリア
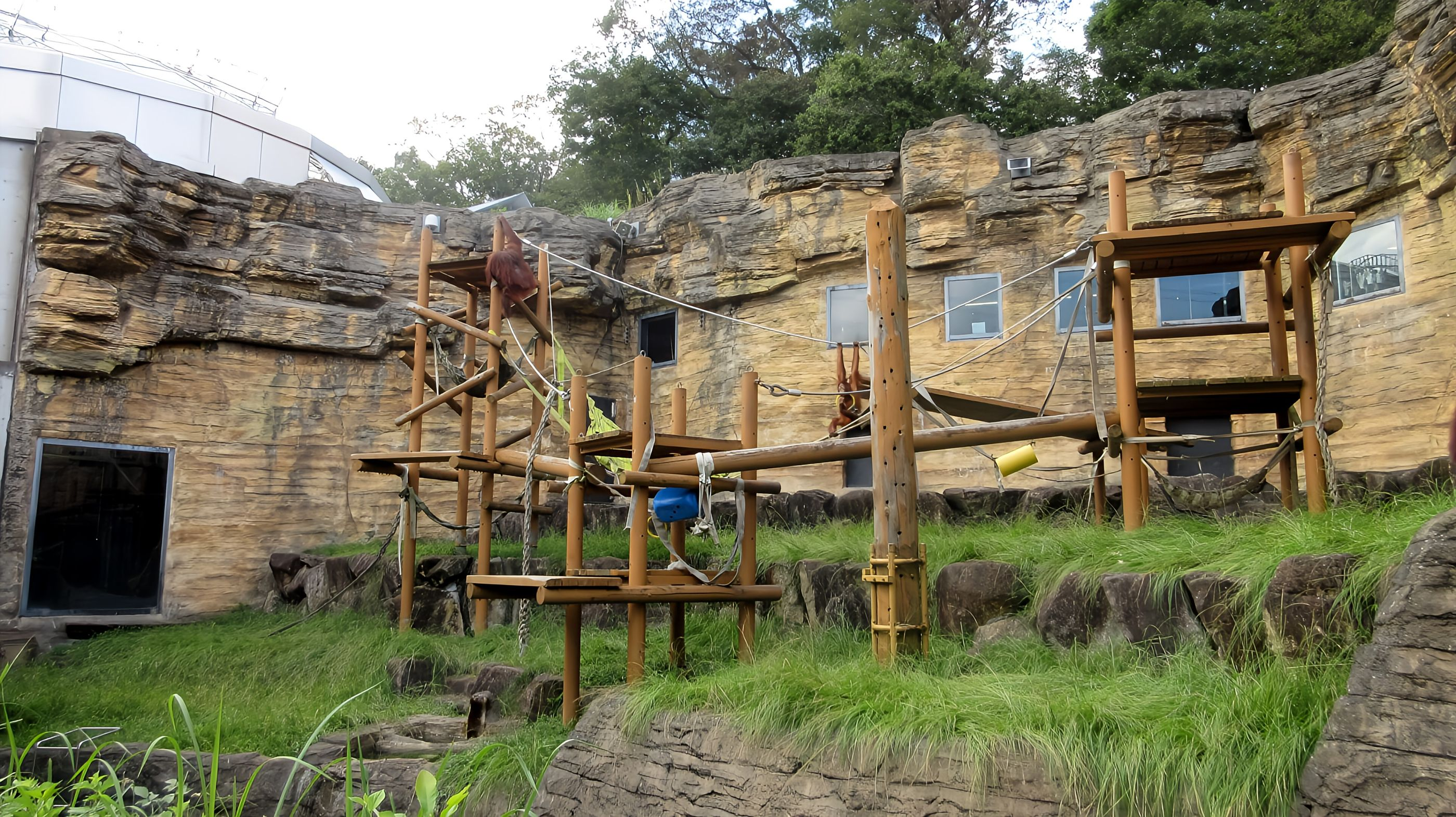
オランウータンの展示エリア
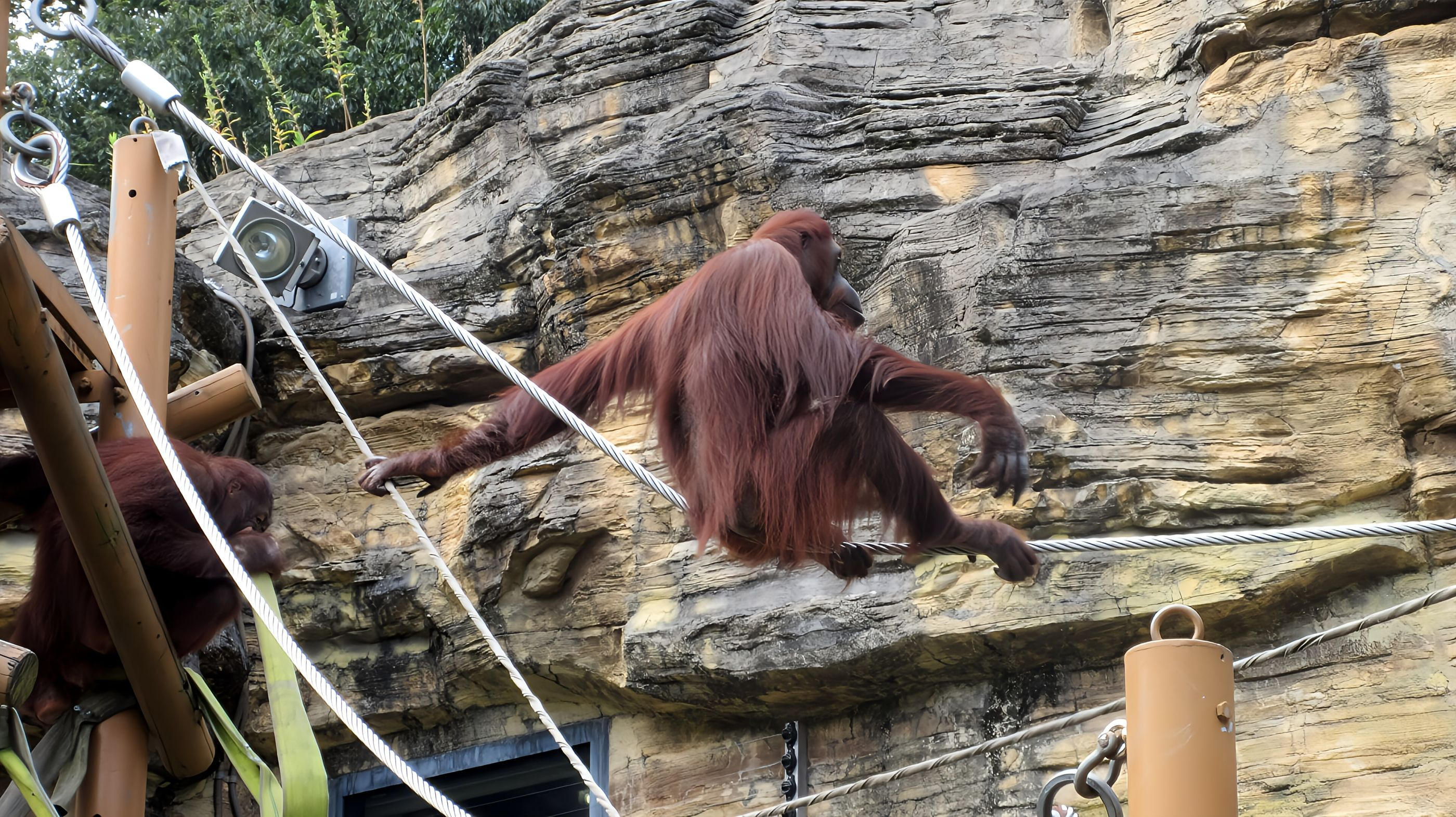
オランウータンの展示エリア(スカイウォーク)
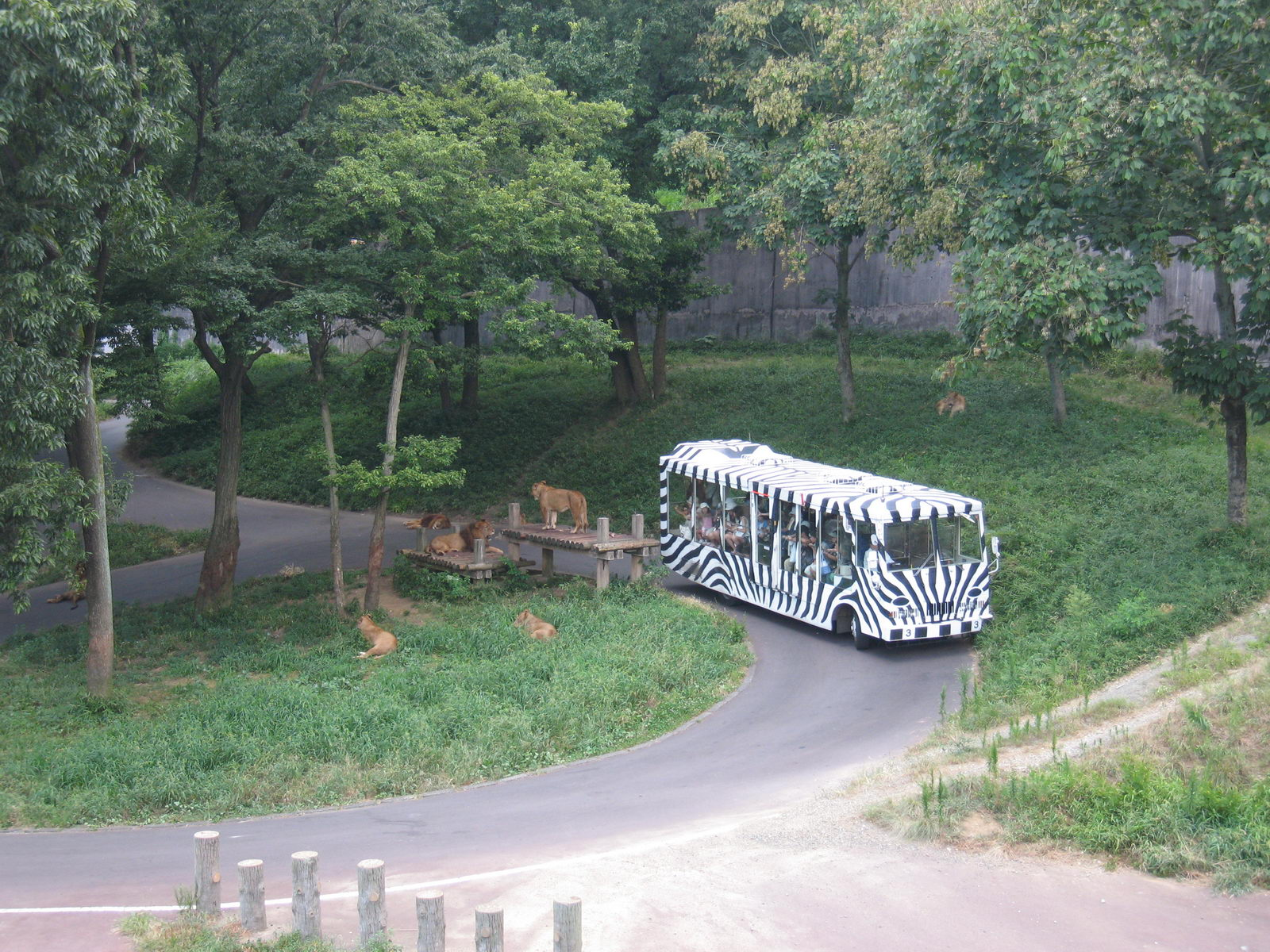
アフリカ園・ライオンバス（2007年）
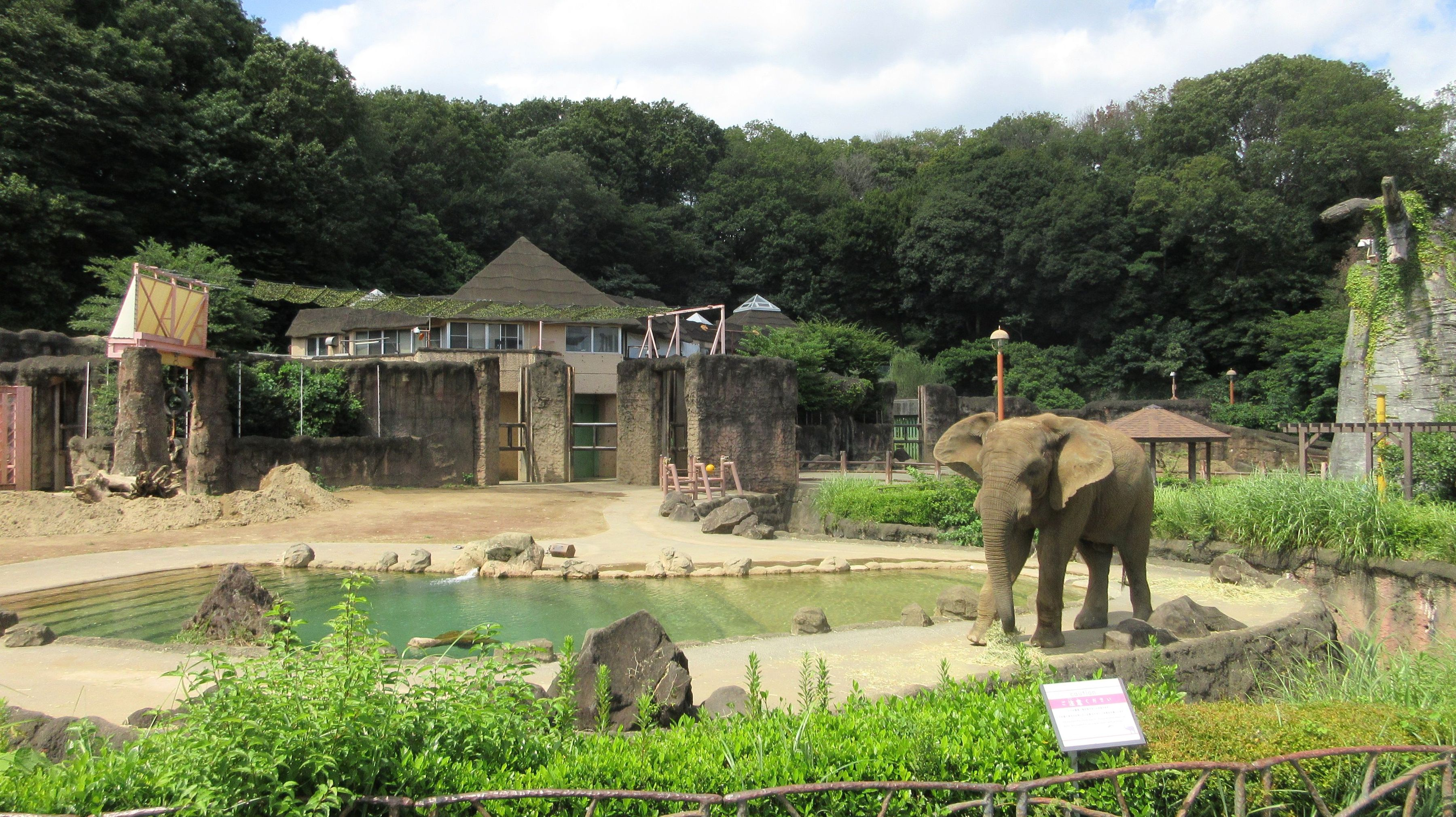
アフリカゾウの展示エリア
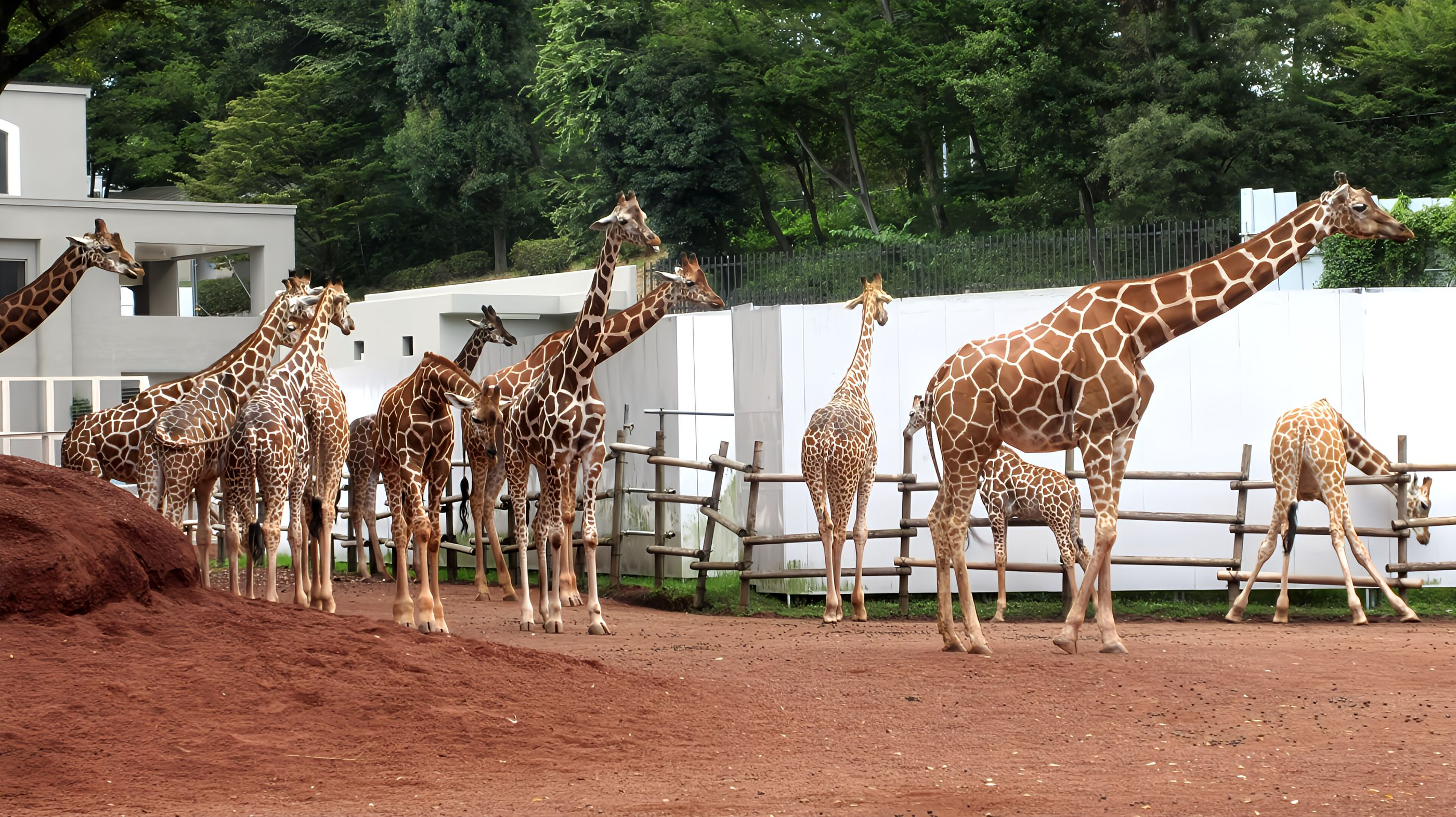
アミメキリンの展示エリア
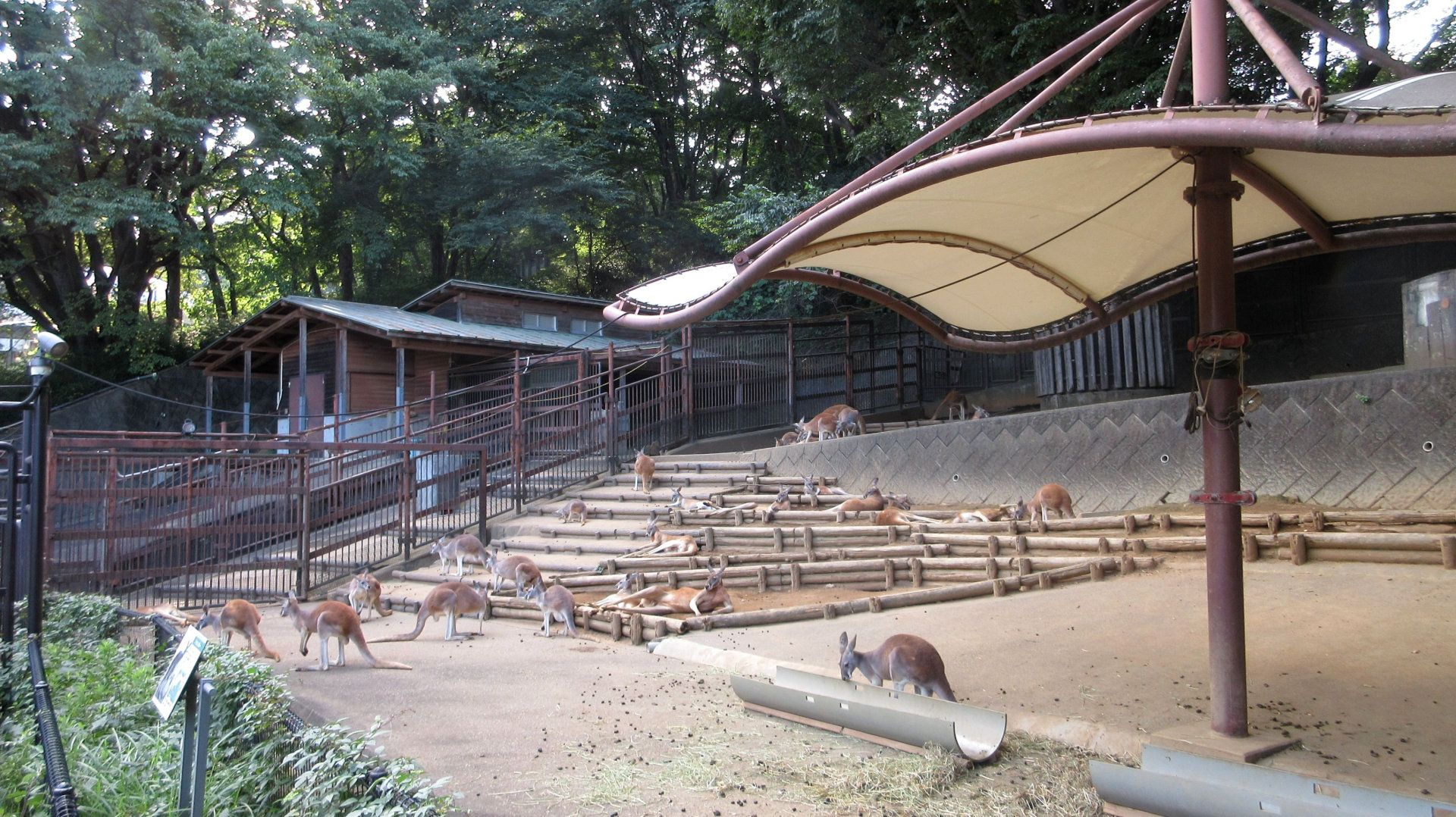
カンガルーの展示エリア

### 昆虫園
昆虫園本館
トンボをイメージした建物に国内外の昆虫の生体・標本を展示している。2002年4月25日にリニューアルオープンした。オオコノハムシなどを展示。ハキリアリ、グローワームの展示は国内唯一である。
2005年、キノコを育てる「ハキリアリの飼育と展示」高碕賞を受賞。
昆虫生態園
温度を調節し、チョウやバッタなどを季節に関係なく1年を通して放し飼いされている大温室（チョウの通年飼育は日本初）は国内最大級。そのほか国内の昆虫を展示したスペースがある。
建物はチョウをイメージしており、1989年、日本建築学会賞を受賞。

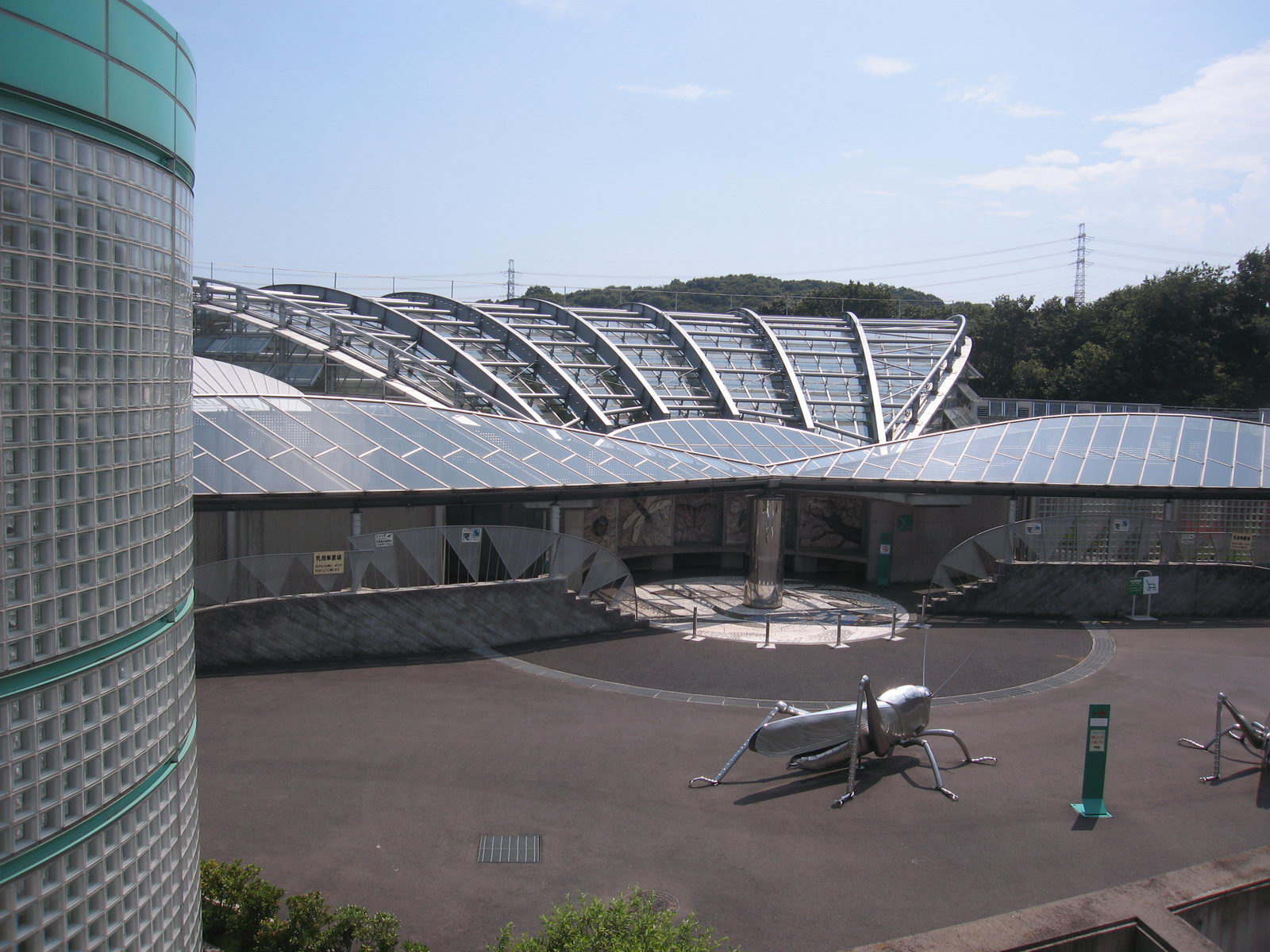
昆虫園・昆虫生態園
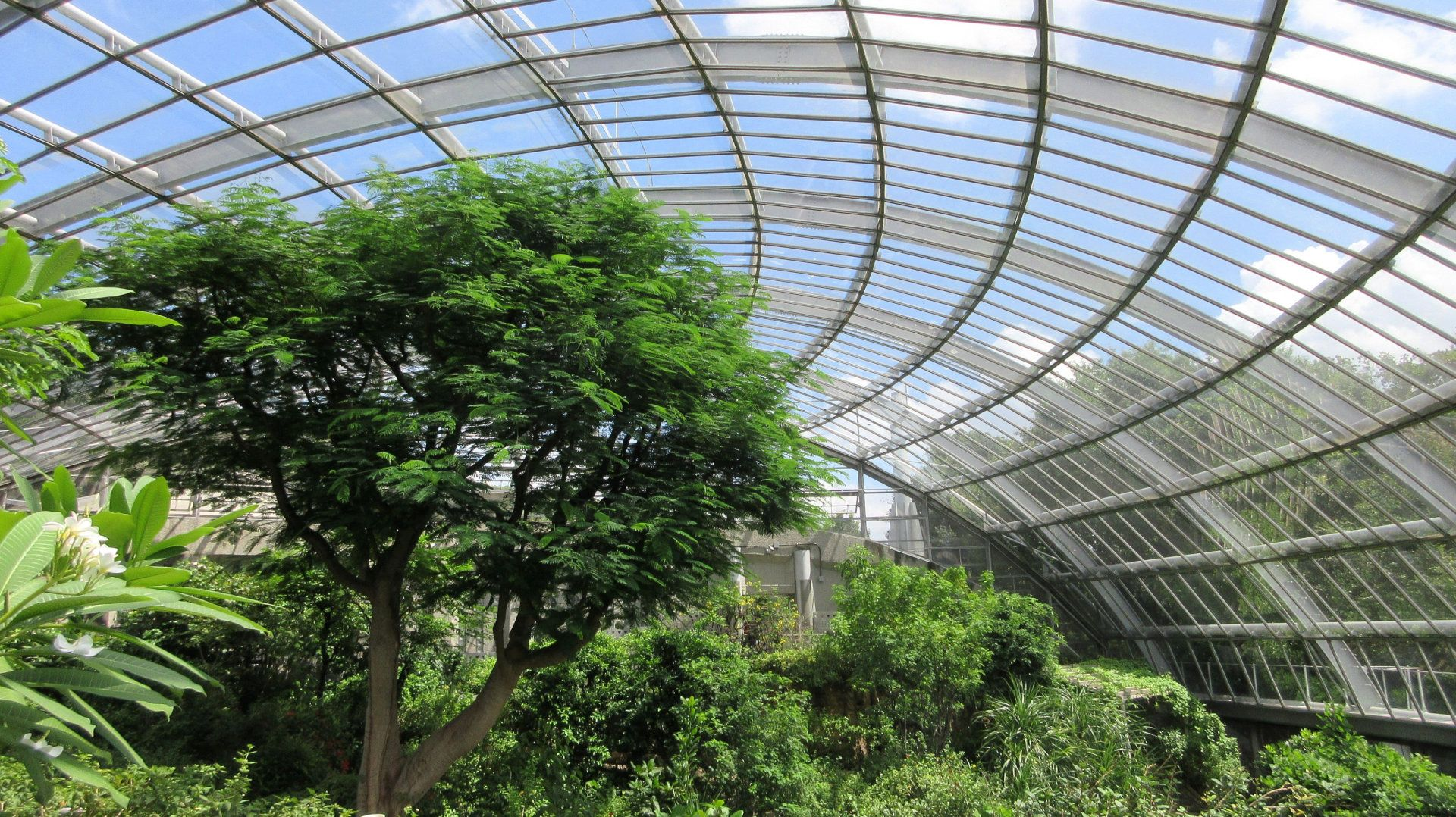
昆虫生態園を覆うガラスドーム
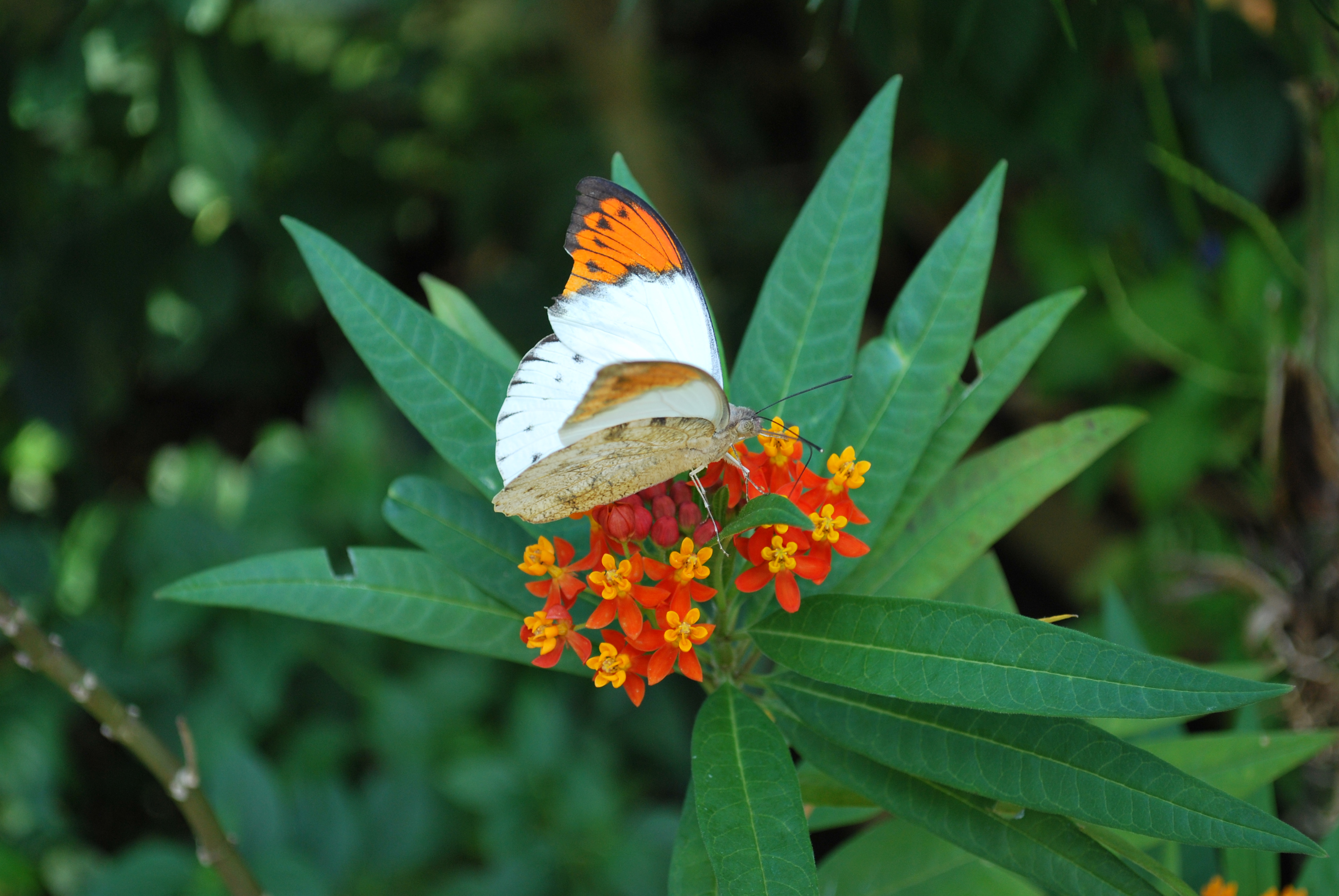
飼育されているチョウ
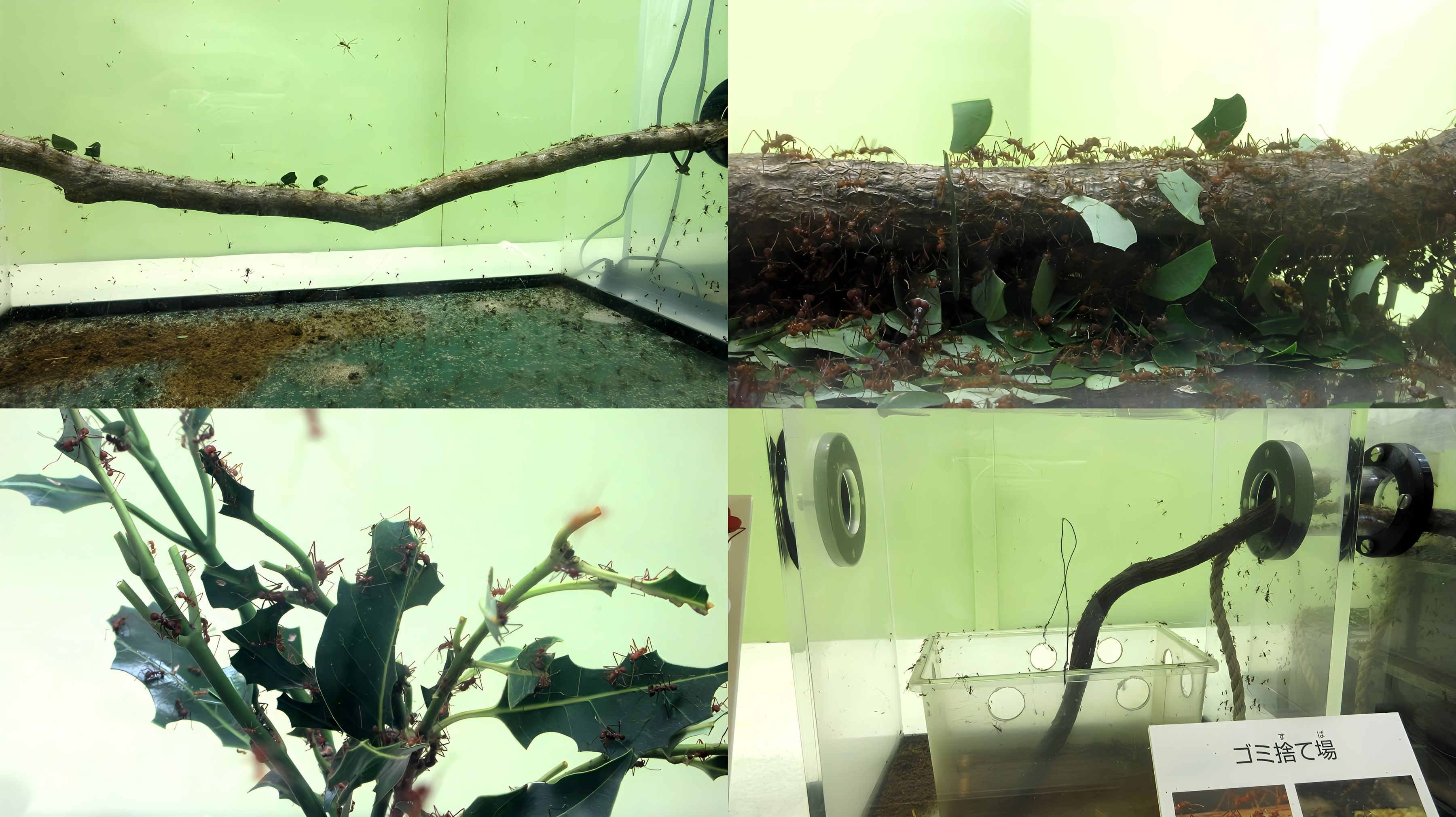
ハキリアリの飼育と展示

## 主な飼育動物

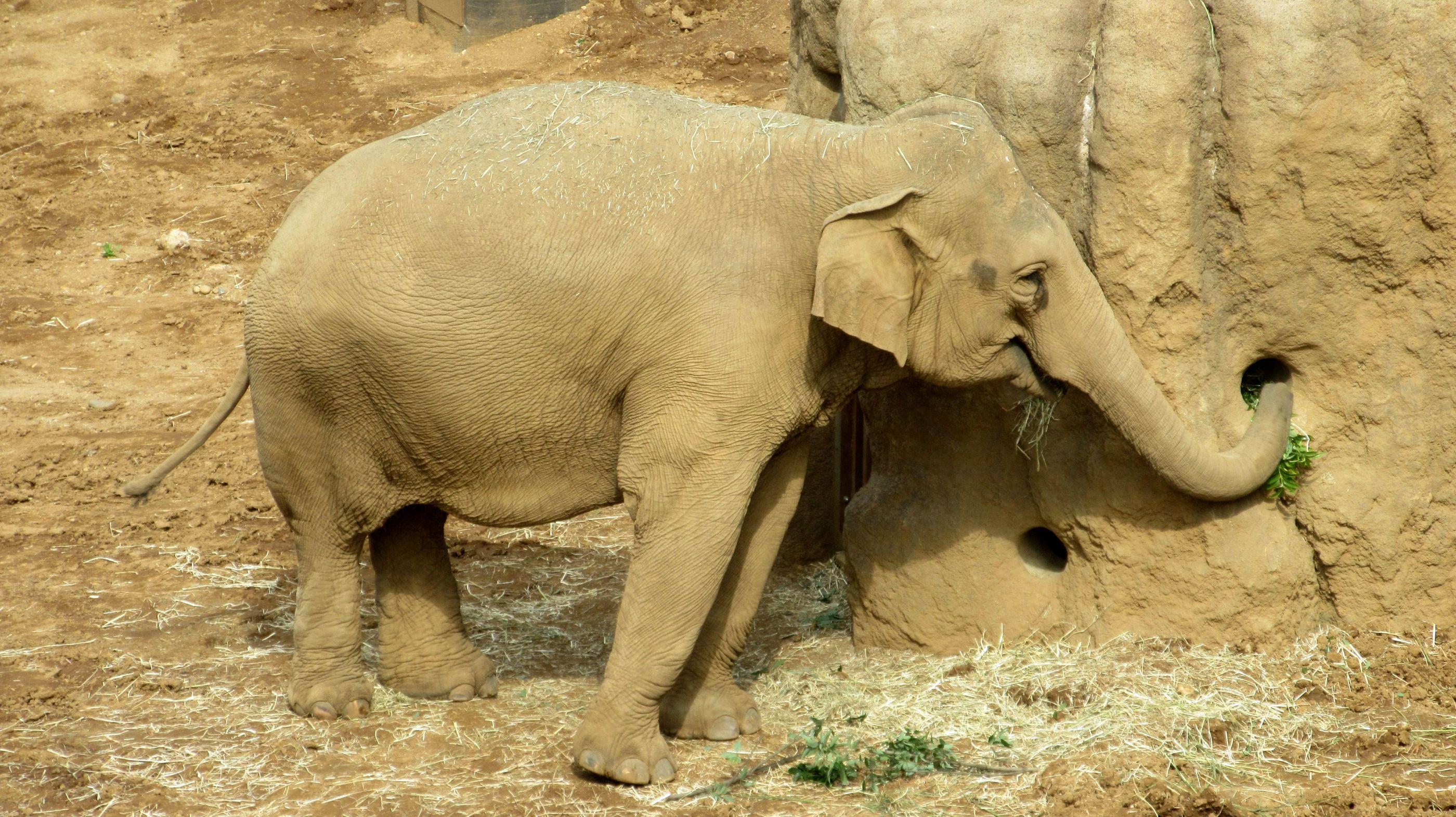
アジアゾウの餌付け

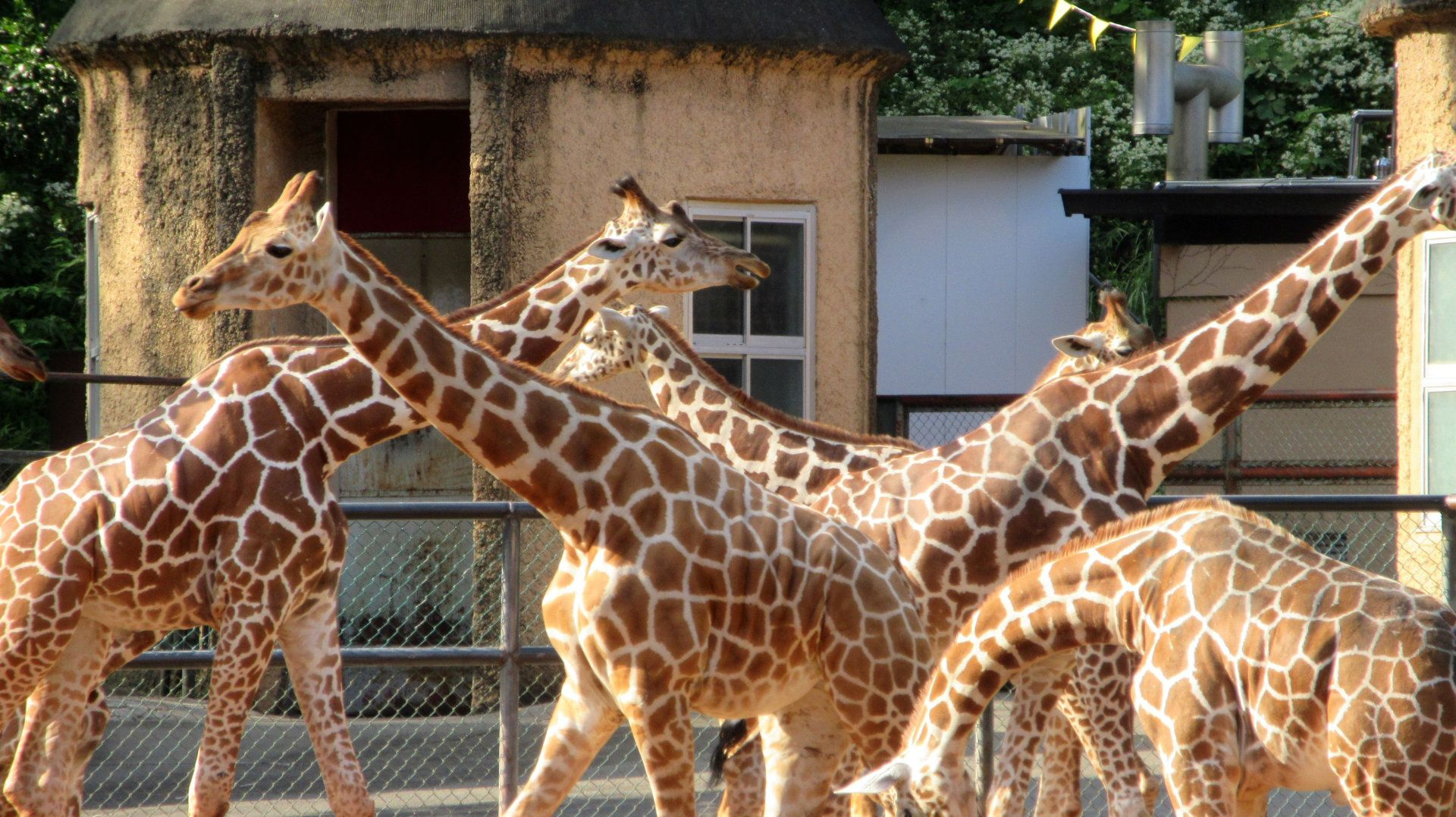
アミメキリン

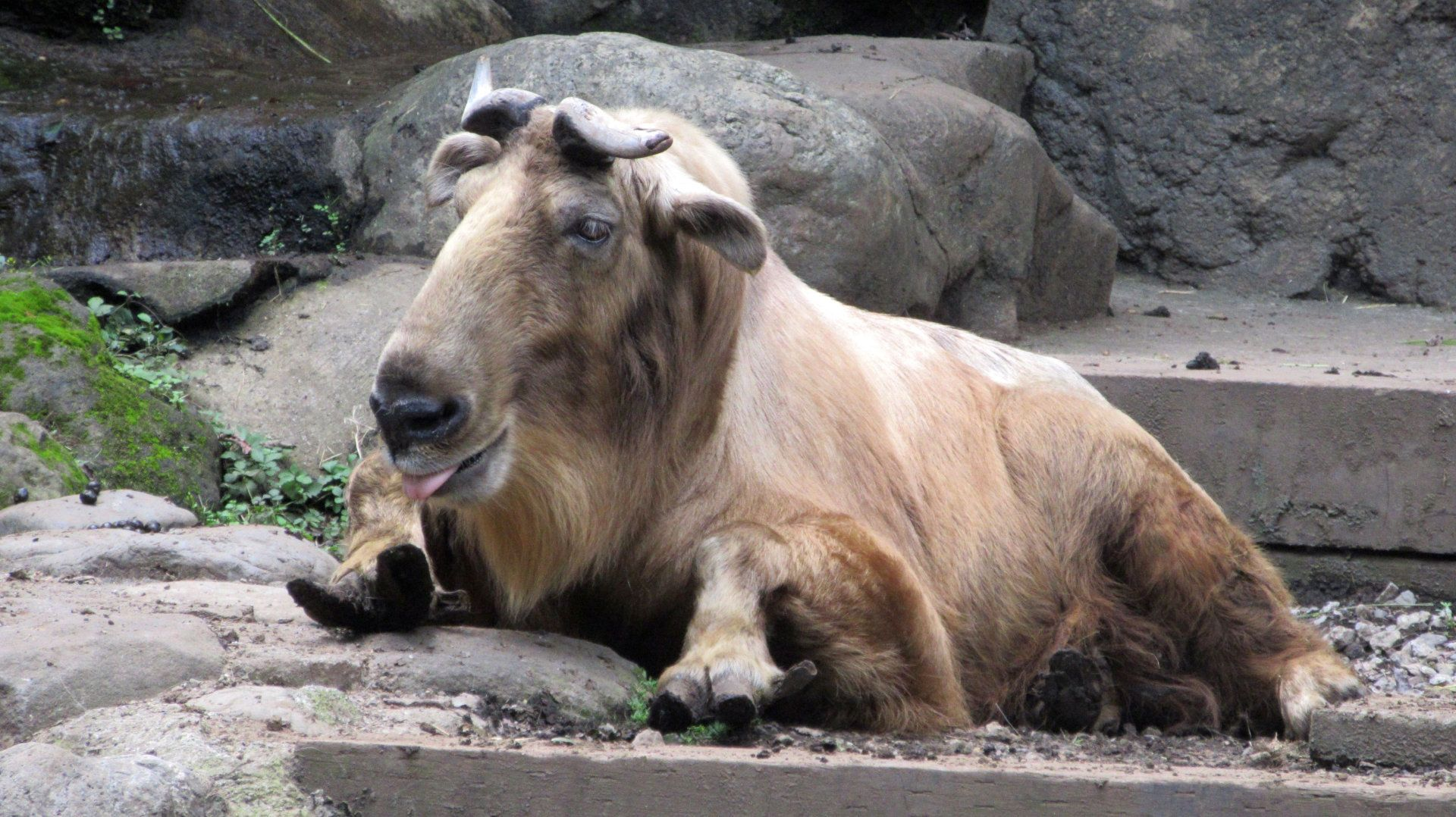
ターキン(ウシ科ターキン属)

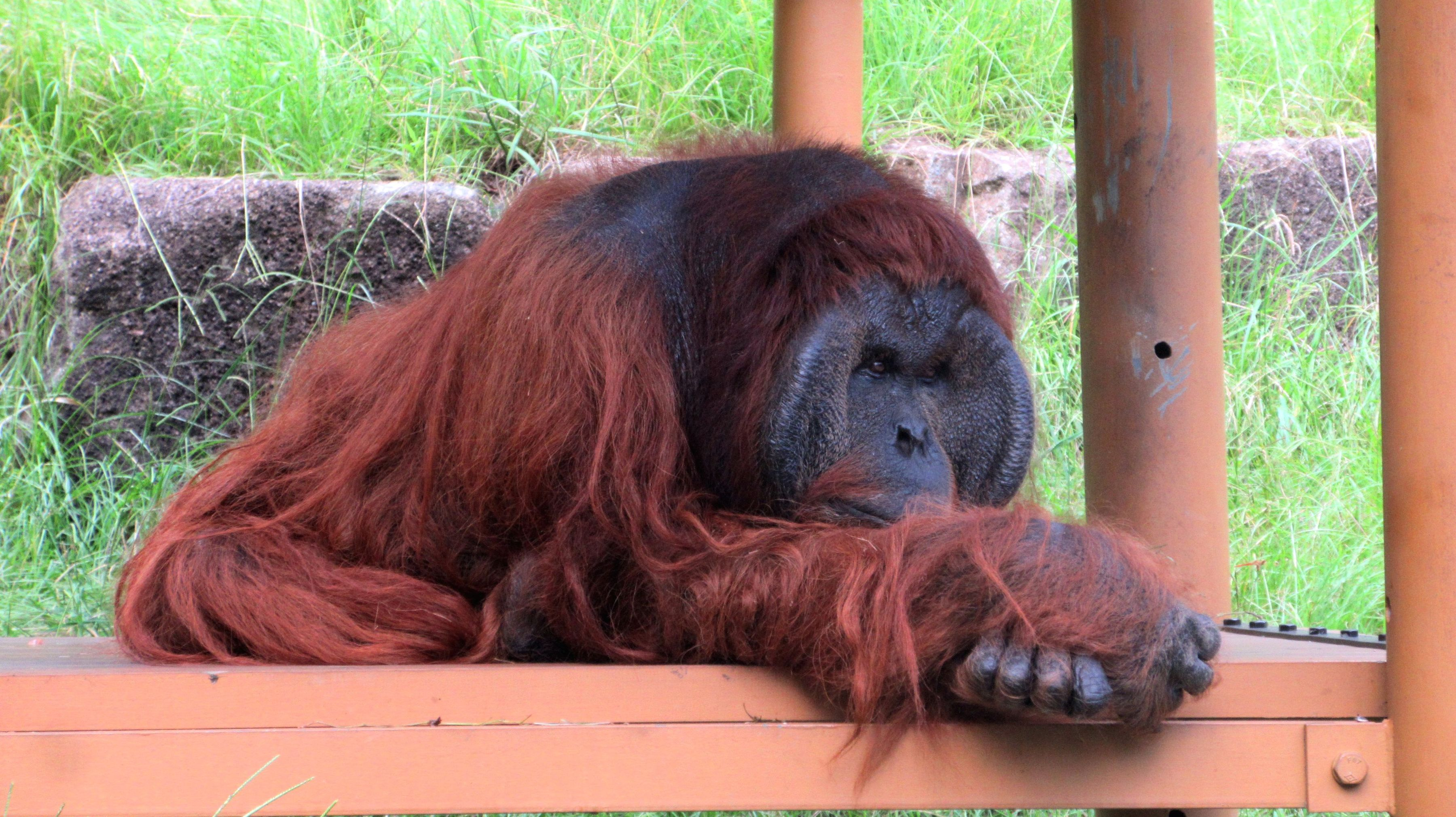
ボルネオオランウータン

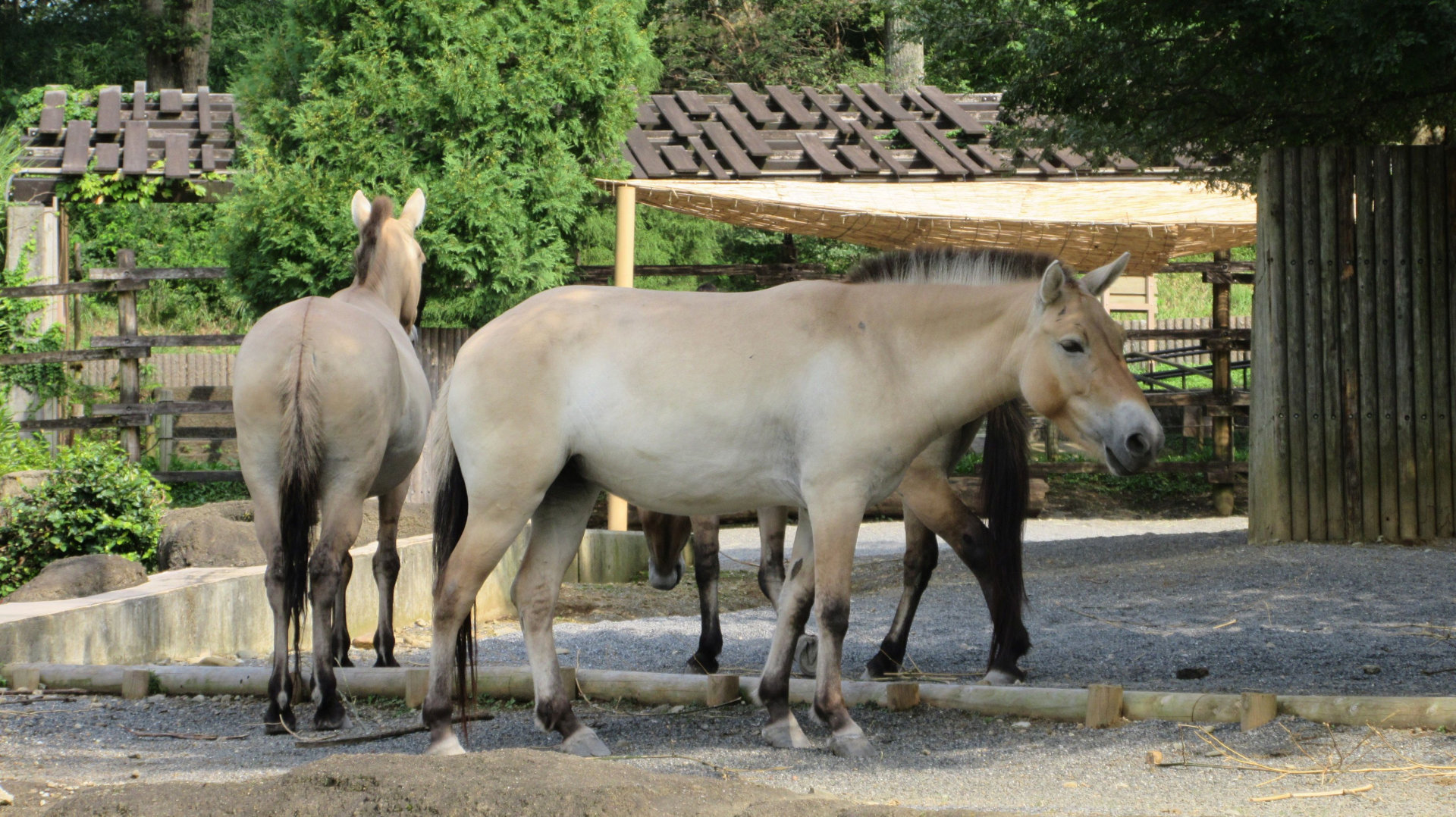
モウコノウマ(中央アジア～モンゴル)

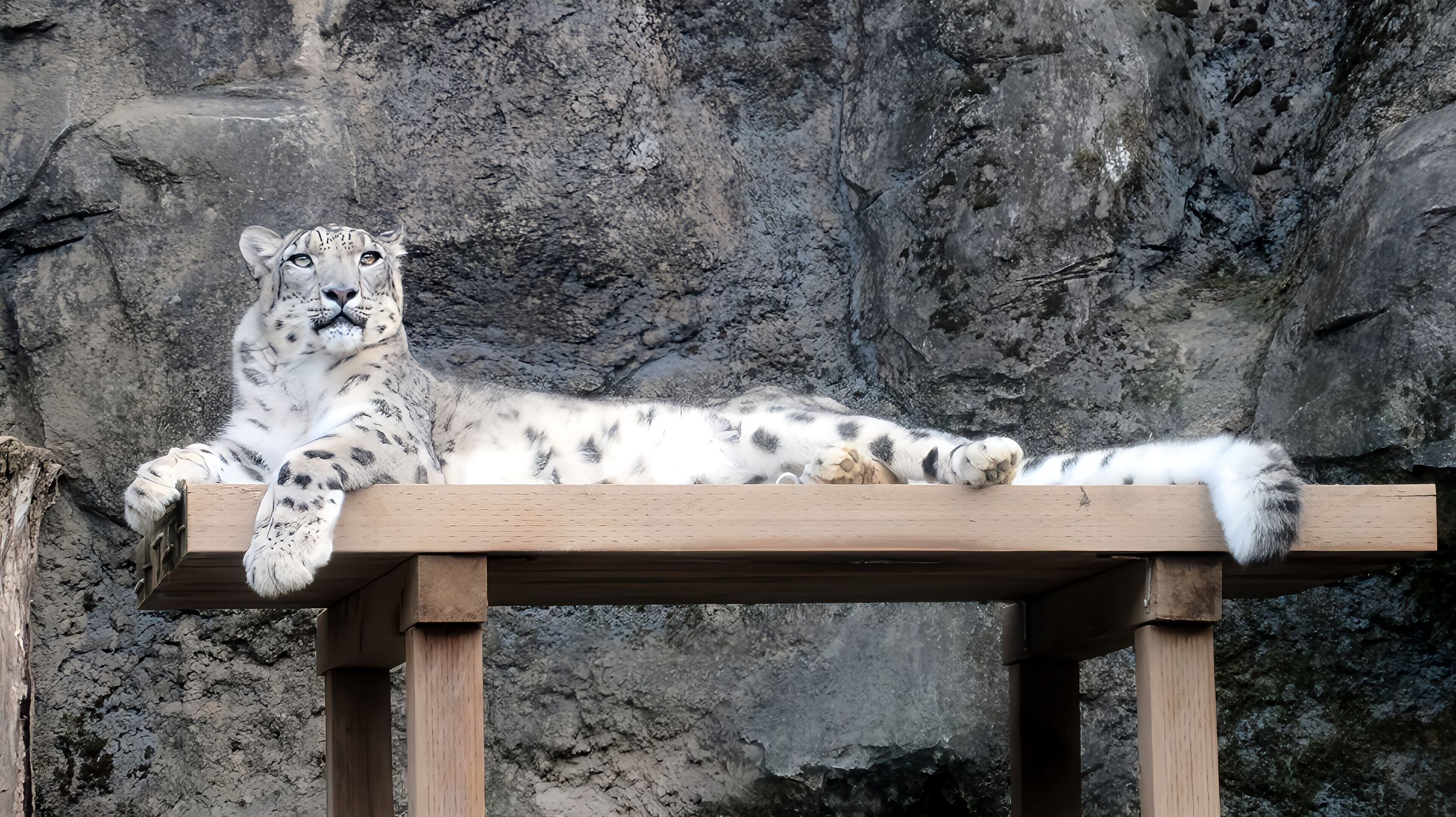
ユキヒョウ

- アオダイショウ
- アオバネワライカワセミ
- アオバト
- アカカンガルー

- アカネズミ
- アカハシハジロ
- アジアゾウ
- アズマモグラ

- アフリカゾウ
- アマサギ
- アミメキリン
- アムールトラ
- アンデスブロンズトキ
- イノシシ
- イワシャコ
- インカアジサシ
- インドガン
- インドクジャク
- インドサイ
- エミュー
- オオコノハズク
- オーストラリアガマグチヨタカ
- オオフラミンゴ
- オオワシ
- オカヨシガモ
- オグロヅル
- オシドリ
- オジロワシ
- カイツブリ
- カオグロトキ
- カモシカ
- カヤネズミ
- カラスバト
- カリガネ
- カワセミ
- カワネズミ
- キジ
- キングチーター
- キンクロハジロ
- クロツラヘラサギ
- クロトキ
- ケナガワラルー
- コアラ
- コウノトリ

- コウベモグラ
- ゴールデンターキン
- コクガン
- コサギ
- コシベニペリカン
- コジュケイ
- コツメカワウソ
- コミミズク
- サーバル
- サカツラガン
- シジュウカラガン
- ジムグリ
- ショウジョウトキ
- シロオリックス
- シロテテナガザル
- シロトキ
- シロフクロウ
- スミスネズミ
- セキショクヤケイ
- セグロカモメ
- ソデグロヅル
- ソリハシセイタカシギ
- タイリクオオカミ
- タゲリ
- タスマニアデビル
- ダチョウ
- ダルマワシ
- タンチョウ
- チーター
- チョウゲンボウ
- チンパンジー
- ツキノワグマ
- ツクシガモ
- テンジクネズミ
- トウキョウトガリネズミ
- トキ（特別公開）
- トナカイ
- ナベコウ
- ニジキジ
- ニホンアナグマ
- ニホンイタチ
- ニホンイヌワシ
- ニホンザル
- ニホンノウサギ
- ハイイロガン
- ハクビシン
- ハクガン
- ハダダトキ
- パルマワラビー
- ヒシクイ
- ヒマラヤタール
- ヒメウズラ
- ヒメコンドル
- ヒメネズミ
- フサオネズミカンガルー
- フクロウ
- フクロギツネ
- フクロモモンガ
- ベニコンゴウインコ
- ホオアカトキ
- ホオジロガモ

- ホシハジロ
- ボルネオオランウータン
- マガン
- マレーバク
- ムギワラトキ
- ムフロン
- ムラサキサギ

- メンフクロウ
- モウコノウマ
- モモイロペリカン
- ヤギ

- ヤマネ
- ユキヒョウ
- ユリカモメ
- ヨシガモ
- ライオン
- ルリコンゴウインコ
- レッサーパンダ
- ワオキツネザル
- ワシミミズク
- ワライカワセミ

など

## 歴史
- 1958年 - 開園。代表的な動物はチンパンジー、インドゾウ、インドサイなど。
- 1960年 - アミメキリン来園。アフリカ園建設開始。フタコブラクダの日本初の繁殖に成功。
- 1962年 - 日本で初めてアイベックス、ホッグジカの繁殖に成功。
- 1964年 - ライオンバス運行開始。
- 1965年 - 日本で初めてヤクの繁殖に成功。
- 1966年 - 「バッタとチョウの温室（昆虫生態園の元祖）」完成。日本で初めてマレーグマの繁殖に成功。
- 1967年 - アフリカゾウ、チーター、シロオリックス来園。日本で初めてトナカイの繁殖に成功。
- 1968年 - 日本で初めてチャップマンシマウマ、シロオリックスの繁殖に成功。
- 1969年 - 昆虫園本館開館。日本で初めてヨザル、ハーテビーストなどの繁殖に成功。
- 1970年 - 日本で初めてマレーバク、パルマワラビー、ワシミミズクの繁殖に成功。
- 1971年 - 天皇、皇后が行幸[7]。
- 1965年 - 日本で初めてムフロン、スナジリスの繁殖に成功。
- 1973年 - 日本で初めてインドサイの繁殖に成功。
- 1976年 - 日本で初めてオジロワシの繁殖に成功。
- 1977年 - サバンナ放飼場完成。
- 1978年 - 日本で初めてシフゾウ、シロガシラトビ、ショウジョウトキなどの繁殖に成功。
- 1980年 - 日本で初めてタンチョウの人工授精に成功。
- 1982年 - 日本で初めてエゾユキウサギの繁殖に成功。
- 1984年 - オーストラリアタロンガ動物園からコアラ来園。コアラ館完成。
- 1985年 - 猛禽舎完成。日本で初めてハナナガネズミカンガルー、コミミバンディクートなどの繁殖に成功。
- 1987年 - 世界で初めてヤマネの繁殖に成功。
- 1988年 - 昆虫生態園完成。日本で初めてコウノトリの孵化に成功。
- 1990年 - チーター・サーバル舎完成。
- 1991年 - アジアの山岳ゾーン完成。日本で初めてチャムネエメラルドハチドリの繁殖に成功。
- 1993年 - ウォッチングセンター完成。
- 1996年 - アフリカゾウ舎改築。世界で初めてクロツラヘラサギの繁殖に成功。日本で初めてゴールデンターキン、ヒメコンドル、ソデグロヅルの繁殖に成功。
- 1997年 - 世界最高齢のスイギュウ「ミタケ」が36歳で死ぬ。
- 1998年 - アフリカゾウの繁殖に成功。
- 2000年 - チンパンジーの森、マレーバクの水辺完成。
- 2002年 - 昆虫館本館をリニューアル。国内最高齢のグレビーシマウマ「ハルコ」が35歳で死ぬ。
- 2005年 - オランウータン・スカイウォーク完成。
- 2007年 - 佐渡トキ保護センターからトキ来園。
- 2008年 - トキが佐渡以外の施設で初めて繁殖する。アジアの沼地ゾーン完成。
- 2011年 - 3月17日から3月31日の間、東北地方太平洋沖地震の影響などにより臨時休園。
- 2013年 - アジアの平原ゾーン完成。
- 2016年
  - ライオンバス運行休止（発着場の耐震化）。
  - 2016年ライオンが昨年出産していたことが報じられた。子供の名前はルークとレイアに決定した。
- 2017年
  - 9月27日 - 世界最高齢のボルネオオランウータン「ジプシー」が62歳で病死[8]。
- 2019年
  - 8月25日 - 午前10時50分、インドサイ飼育部屋内のおりの外側にある作業用通路にて飼育員があおむけに倒れているのを同僚が発見し、園を通じ119番通報した。飼育員は心肺停止の状態で病院に搬送されたが死亡が確認された。脇腹や背中に内出血があり、あばら骨も折れていた。飼育中のサイは足の皮膚病の治療中であり、飼育員の近くにはサイ用の塗り薬が落ちていた。それらのことから、おりの中にいるサイが鉄格子の間から角で飼育員を突くなどした可能性があると見られている。園は同日夜に記者会見を行い、動物に薬を塗る場合はおりの外側から食べ物を与えて気をそらすと説明した。園は事故を受け同日午後に臨時休園したが、翌26日からは通常開園した。[9][10]

- 2021年
  - 12月20日 - 飼育中のヤクシカについて、家畜伝染病予防法で指定されたヨーネ病の感染のため、家畜保健衛生所からの助言に基づき、この日までに全頭殺処分。(6月14日 2頭の陽性を確認。6月28日 陽性判明2頭とその子1頭を殺処分。7月14日 追加検査で陽性を確認した11頭とその子2頭を殺処分。12月20日 隔離中の最後の1頭を殺処分）[11]

- 2023年
  - 1月2日 - タスマニアデビルの「ダーウェント」が老衰のため死亡。国内の飼育頭数が同園のオス一匹だけとなる。[12]
  - 2月16日 - 高病原性鳥インフルエンザ発生のため、4月9日まで臨時休園。
  - 10月13日 - タスマニアデビルの「テイマー」を安楽死させる[13]。

## その他
- 今でこそ、ライオンバスと同じように放し飼いの猛獣を自動車に乗ったまま見学できる施設は日本各地にあるが、ライオンバスを始めた当時はまだ日本にこのような施設はなく、地域住民からの猛反発を受けて当初1963年5月に開始予定だったものが翌年の5月まで延期が発表された。更に1964年1月に「当年5月の開業は見送る」と発表され、結局運行開始は同年の夏だった。
- 公園一帯は、タヌキの生息地でもあり、飼育されているタヌキの他に野生のタヌキも園内で生息している[3]。そういった野生のタヌキが園内で捕獲されて飼育されるケースもある[3]。
- 本園は七生村（現在の日野市）と京王帝都電鉄（現在の京王電鉄）が誘致した。七生村は土地を都に寄贈した。京王帝都電鉄は施設を造成・建設し、完成後に都に寄贈した。

## 利用案内
- 開園時間：9:30 - 17:00（入園は16:00まで）、サマーナイトのイベントを実施している（年間スケジュールを参照）
- 休園日:毎週水曜日（水曜日が国民の祝日、振替休日、都民の日の場合はその翌日が休園日）および年末年始（12月29日 - 1月1日）
- 飲食物の持ち込み可。
- 貸ベビーカー：正門の外にある「京王レストハウス」が2013年11月30日で閉店になったため、12月1日をもって終了[14]、ウォッチングセンター前で行っている。
- 障害者用駐車場が正門前にあり、警備員に障害者手帳を提示すると利用できる[15]。

### 交通
- 多摩動物公園駅下車すぐ。
- 国立府中インターチェンジから約20分。